# Husos horarios de México

Zonas horarias de México

Los husos horarios de México actuales se establecieron por el Congreso de la Unión mediante la Ley de los Husos Horarios en los Estados Unidos Mexicanos, publicado en el Diario Oficial de la Federación el 28 de octubre del 2022 y reformada el 29 de noviembre del mismo año con lo que se eliminó el horario de verano con algunas excepciones en la frontera norte con Estados Unidos.
Los husos horarios siguen los acuerdos tomados en la Conferencia Internacional de Meridianos en 1884, que determinó el meridiano cero.
El horario estacional aplica únicamente para los estados y los municipios de la frontera norte y del sur.
En México se utilizan cuatro zonas horarias:
- Zona Sureste (correspondiente a 75°W de longitud): comprende el territorio del estado de Quintana Roo.
- Zona Centro (90°W): comprende la mayor parte del territorio nacional.
- Zona Pacífico (105°W): comprende los territorios de los estados de Baja California Sur, Nayarit (con excepción del municipio de Bahía de Banderas), Sinaloa, Archipiélago de Revillagigedo (Colima) y Sonora
- Zona Noroeste (120°W): comprende el territorio del estado de Baja California.

Finalmente las islas, arrecifes y cayos se rigen no por una zona horaria, sino por su situación geográfica y de acuerdo al derecho internacional

## Zonas horarias a las que pertenecen las entidades federativas

### Zona Sureste: UTC –5
- Quintana Roo

### Zona Centro: UTC –6
- Aguascalientes,  Campeche,  Chiapas,  Chihuahua,  Coahuila,  Colima (excepto islas San Benedicto, Socorro y Roca Partida),  Ciudad de México,  Durango,  Guanajuato,  Guerrero,  Hidalgo,  Jalisco,  México,  Michoacán,  Morelos,  Nayarit (solo Bahía de Banderas),  Nuevo León,  Oaxaca,  Puebla,  Querétaro,  San Luis Potosí,  Tabasco,  Tamaulipas,  Tlaxcala,  Veracruz,  Yucatán,  Zacatecas

### Zona Pacífico: UTC –7
- Baja California Sur,  Colima (solo islas San Benedicto, Socorro y Roca Partida, que pertenecen al archipiélago de Revillagigedo),  Nayarit (excepto Bahía de Banderas),  Sinaloa,  Sonora

### Zona Noroeste: UTC –8 (UTC –7 en verano)
- Baja California,  Colima (solo Isla Clarión, que pertenece al archipiélago de Revillagigedo; no aplica Horario de Verano)

## Historia

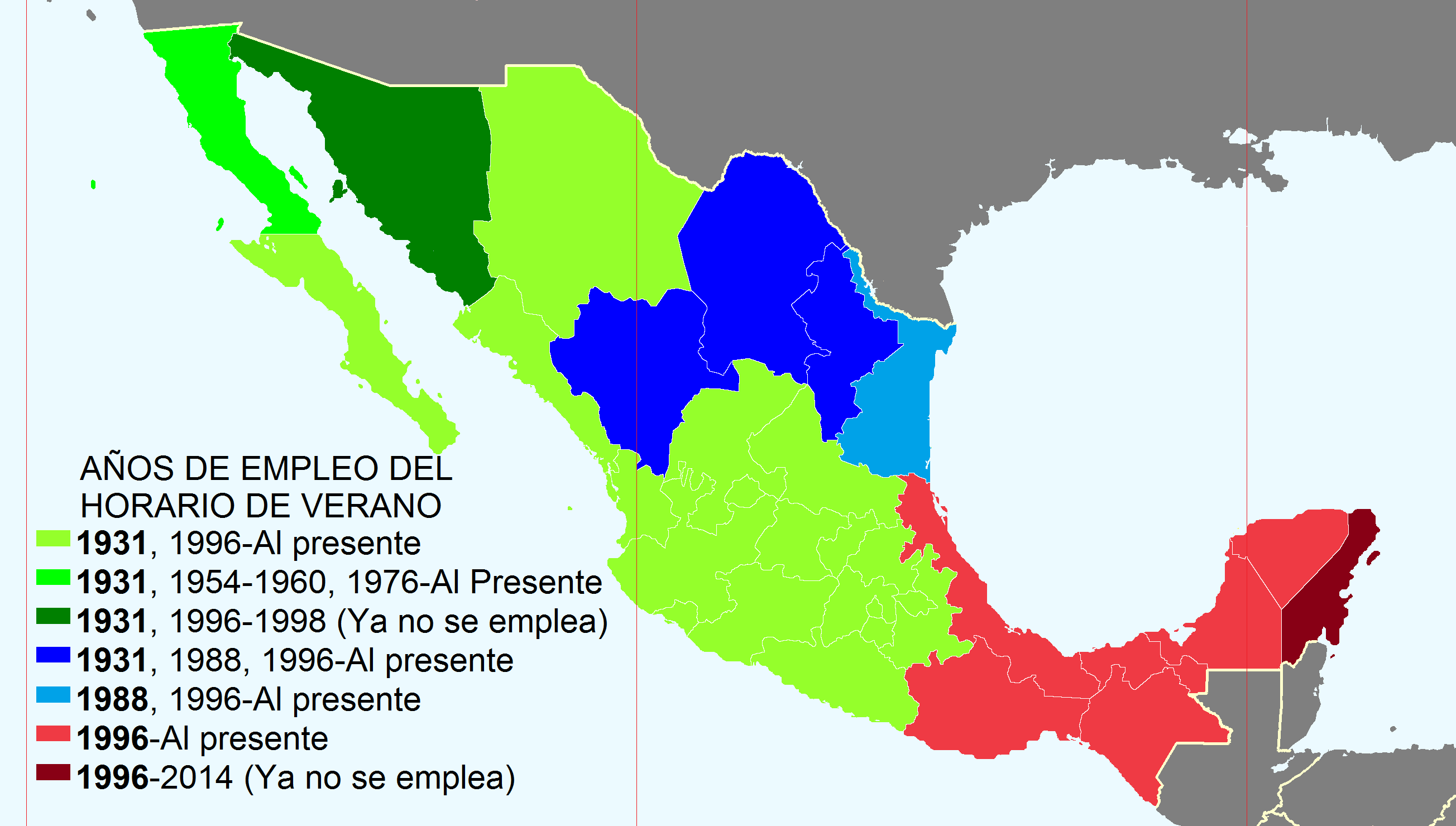
Aplicación del horario de verano en México

El 29 de diciembre de 1921, el presidente Álvaro Obregón firmó los acuerdos internacionales que establecían un sistema de horario mundial de 24 de horas, numeradas de 0 a 23 horas, empezando a la media noche. También estableció que el territorio nacional se regiría por dos husos horarios: la Hora del Centro UTC-7 correspondiente al meridiano 105˚ al oeste de Greenwich y la Hora del Golfo UTC-6 correspondiente al meridiano 90˚ al oeste de Greenwich.
En 1930 y 1931, el presidente Pascual Ortiz Rubio estableció que el territorio nacional se regiría por tres husos horarios y se introdujo por primera vez el horario de verano. Los husos horarios establecidos son: Hora del Noroeste (UTC-8 o 120° W), con un horario de verano (UTC-7) del 1 de abril al 30 de septiembre, para el estado de Baja California; Hora del Golfo (UTC-6 o 90° W) todo el año, para los estados de Tamaulipas, Veracruz, Oaxaca, Tabasco, Chiapas, Campeche, Yucatán y Quintana Roo; y Hora del Centro (UTC-7 o 105° W), con un horario de verano (UTC-6) del 1 de abril al 30 de septiembre, para el resto del país.
El 24 de abril de 1942 el presidente Manuel Ávila Camacho decretó que los estados de Baja California Sur, Sonora, Sinaloa y Nayarit dejaban de usar la Hora del Centro para integrarse a la Hora del Noroeste. Mientras que el Distrito Federal y los estados de Chihuahua, Coahuila, Nuevo León, Durango, Zacatecas, San Luis Potosí, Aguascalientes, Jalisco, Guanajuato, Querétaro, Hidalgo, Colima, Michoacán, México, Tlaxcala, Puebla, Morelos y Guerrero tenían que usar un horario de verano permanente (todo el año) de UTC-6 o 90° W. Posteriormente, a Baja California se le permitió sincronizar su hora local con la de California, quedando tres husos horarios: Hora del Noroeste (UTC-8 o 120° W), para el estado de Baja California y con un horario de verano (UTC-7) sincronizado con el de California; Hora del Pacifico (UTC-7 o 105° W) todo el año, para los estados de Baja California Sur, Sonora, Sinaloa y Nayarit; y Hora del Centro (UTC-6 o 90° W) todo el año para el resto del país. Desde 1942, en la Hora del Centro se ha utilizado un horario de verano permanente (todo el año), pues originalmente se usaba UTC-7 y a partir de este año se utiliza UTC-6.
El huso horario de la Hora del Sureste (UTC-5 o 75° W) todo el año fue creado por razones turísticas en 1981, originalmente cubría los estados de Campeche, Yucatán, y Quintana Roo. Un año después los estados de Campeche y Yucatán volvieron a utilizar la Hora del Centro UTC-6; mientras que Quintana Roo volvió a experimentar con la Hora del Sureste UTC-5 de octubre de 1997 a agosto de 1998 y desde febrero de 2015.
En 1996 se introdujo un nuevo horario de verano con el propósito de empatar la hora entre Estados Unidos y México, pero creando bastantes molestias entre los habitantes del centro del país, pues la Hora del Centro que originalmente era UTC-7, a partir de 1942 pasa a ser UTC-6 y con el horario de verano se debe utilizar UTC-5, dos horas adelante del horario original. Esta molestia se ve reflejada constantemente en la negativa a sincronizar los horarios de verano de México con los de Estados Unidos.  
En 1998 debido a las altas temperaturas, el horario de verano resultó poco beneficioso en el estado de Sonora, por lo que en este año ya no se aplicó más. Además se pretendía tener empatada la hora con el estado de Arizona en Estados Unidos, que tampoco lo aplica.
En abril de 2012 la Cámara de Senadores aprobó una iniciativa de ley para modificar la Ley de husos horarios, para que el Estado de Quintana Roo modificara su huso horario, con intención de emparejar su hora con otros destinos turísticos del Caribe y con algunas ciudades de Estados Unidos y Canadá. Durante varios años la Cámara de Diputados no aprobó dicha iniciativa. A partir del 1 de febrero de 2015, fue aprobado el cambio de huso, de «UTC -6» a «UTC -5», denominado oficialmente como «Tiempo del Sureste».

## Horario de verano en México
En México, el horario de verano se usó de forma regular desde el año 1996, hasta el año 2022. Inicialmente con el propósito de empatar la hora entre Estados Unidos y México, aunque el estado de Baja California ya lo aplicaba de forma continua 20 años antes: desde 1976. Solía iniciar el primer domingo de abril y concluía el último domingo de octubre.
Cabe destacar que México experimentó con un horario de verano de solamente cinco meses en 2001, del primer domingo de mayo hasta el último domingo de septiembre. Sin embargo, al año siguiente, en 2002, regresó al horario de verano de siete meses. Como el entonces Distrito Federal y varios estados sureños decidieron seguir con el horario de verano de sólo cinco meses para 2002, el Congreso Mexicano dictaminó que ésta es una decisión federal; y por lo tanto ningún estado podía cambiar su horario en forma individual. Esta decisión fue contraproducente en el 2007, pues bajo la presión constante de los Diputados Sureños, el Congreso Mexicano se ha negado sistemáticamente a cambiar el horario de verano, no habiendo realizado cambio alguno en 2007 y prefiriendo establecer en 2010 dos horarios de verano en el mismo país (algo único en el mundo) con la confusión que ello genera. 
Por la promulgación de la Ley de los Husos Horarios en los Estados Unidos Mexicanos, publicada en el Diario Oficial de la Federación el 28 de octubre de 2022, ese año fue el último en el que se aplicó el horario de verano en la mayoría del territorio nacional, por lo que México se quedó con sus 4 husos horarios en horario estándar todo el año, con la excepción de municipios de la franja fronteriza norte en los estados de Chihuahua, Coahuila, Nuevo León y Tamaulipas y todo el estado de Baja California, (sin incluir los del estado de Sonora que empata su hora con el estado de Arizona) que sí seguirán haciendo el cambio estacional cada año.

#### Horario de verano en la frontera norte de México
Si bien a partir de 2023 en la mayoría del territorio nacional ya no se observa el horario de verano, sí se sigue observando en las zonas de la Frontera Norte de México (excepto en el estado de Sonora) con el propósito de que dichas ciudades empaten sus horarios con las ciudades vecinas de los Estados Unidos. 
De acuerdo con la Ley de Husos Horarios de 2022 decretada por el H. Congreso de la Unión, publicada el 28 de octubre de 2022 y modificada el 29 de noviembre del mismo año, los siguientes municipios y estados en la franja fronteriza sí observan el horario de verano, aplicando los cambios siguientes: 
- Pasa de UTC-8 a UTC-7 en verano: todo el estado de Baja California.
- De UTC-7 a UTC-6: en Chihuahua, los municipios de Janos, Ascensión, Juárez, Praxedis G. Guerrero y Guadalupe.
- De UTC-6 a UTC-5: en Chihuahua, los municipios de Coyame del Sotol, Ojinaga y Manuel Benavides; en Coahuila, los municipios de Acuña, Allende, Guerrero, Hidalgo, Jiménez, Morelos, Nava, Ocampo, Piedras Negras, Villa Unión y Zaragoza; en Nuevo León, el municipio de Anáhuac; y en Tamaulipas, los municipios de Nuevo Laredo, Guerrero, Mier, Miguel Alemán, Camargo, Gustavo Díaz Ordaz, Reynosa, Río Bravo, Valle Hermoso y Matamoros.

Cada año el horario estacional fronterizo empieza el segundo domingo de marzo, a las 2:00 (que pasan a ser las 3:00), y concluye el primer domingo de noviembre, a las 2:00 (que pasan a ser la 1:00).

## Cambios de las zonas horarias a lo largo del tiempo y Horario de Verano

### 2023 - Al presente
| Año  | Inicio           | Final         | Notas |
| ---- | ---------------- | ------------- | --- |
| 2027 | dom, 14 de marzo | dom, 7 de nov | |
| 2026 | dom, 8 de marzo  | dom, 1 de nov | |
| 2025 | dom, 9 de marzo  | dom, 2 de nov | |
| 2024 | dom, 10 de marzo | dom, 3 de nov | |
| 2023 | dom, 12 de marzo | dom, 5 de nov | DST se elimina en la mayoría del país, solo BC y los municipios en la franja fronteriza norte lo siguen utilizando (excepto los de SON). |

### 1996-2022
| Año  | Inicio           | Inicio          | Final              | Final              | Notas                                           |
| Año  | Frontera norte   | Resto del país  | Frontera norte     | Resto del país     | Notas                                           |
| ---- | ---------------- | --------------- | ------------------ | ------------------ | ----------------------------------------------- |
| 2022 | dom, 13 de marzo | dom, 3 de abril | dom, 6 de nov      | dom, 30 de oct     | CHI pasa de MDT a CST.                          |
| 2021 | dom, 14 de marzo | dom, 4 de abril | dom, 7 de nov      | dom, 31 de oct     |                                                 |
| 2020 | dom, 8 de marzo  | dom, 5 de abril | dom, 1 de nov      | dom, 25 de oct     |                                                 |
| 2019 | dom, 10 de marzo | dom, 7 de abril | dom, 3 de nov      | dom, 27 de oct     |                                                 |
| 2018 | dom, 11 de marzo | dom, 1 de abril | dom, 4 de nov      | dom, 28 de oct     |                                                 |
| 2017 | dom, 12 de marzo | dom, 2 de abril | dom, 5 de nov      | dom, 29 de oct     |                                                 |
| 2016 | dom, 13 de marzo | dom, 3 de abril | dom, 6 de nov      | dom, 30 de oct     |                                                 |
| 2015 | dom, 8 de marzo  | dom, 5 de abril | dom, 1 de nov      | dom, 25 de oct     | ROO pasa de CST a EST, también elimina DST.     |
| 2014 | dom, 9 de marzo  | dom, 6 de abril | dom, 2 de nov      | dom, 26 de oct     |                                                 |
| 2013 | dom, 10 de marzo | dom, 7 de abril | dom, 3 de nov      | dom, 27 de oct     |                                                 |
| 2012 | dom, 11 de marzo | dom, 1 de abril | dom, 4 de nov      | dom, 28 de oct     |                                                 |
| 2011 | dom, 13 de marzo | dom, 3 de abril | dom, 6 de nov      | dom, 30 de oct     |                                                 |
| 2010 | dom, 14 de marzo | dom, 4 de abril | dom, 7 de nov      | dom, 31 de oct     | DST es alargado 4 semanas en la frontera norte. |
| 2009 | dom, 5 de abril  | dom, 5 de abril | dom, 25 de octubre | dom, 25 de octubre |                                                 |
| 2008 | dom, 6 de abril  | dom, 6 de abril | dom, 26 de octubre | dom, 26 de octubre |                                                 |
| 2007 | dom, 1 de abril  | dom, 1 de abril | dom, 28 de octubre | dom, 28 de octubre |                                                 |
| 2006 | dom, 2 de abril  | dom, 2 de abril | dom, 29 de octubre | dom, 29 de octubre |                                                 |
| 2005 | dom, 3 de abril  | dom, 3 de abril | dom, 30 de octubre | dom, 30 de octubre |                                                 |
| 2004 | dom, 4 de abril  | dom, 4 de abril | dom, 31 de octubre | dom, 31 de octubre |                                                 |
| 2003 | dom, 6 de abril  | dom, 6 de abril | dom, 26 de octubre | dom, 26 de octubre |                                                 |
| 2002 | dom, 7 de abril  | dom, 7 de abril | dom, 27 de octubre | dom, 27 de octubre |                                                 |
| 2001 | dom, 1 de abril* | dom, 6 de mayo  | dom, 28 de oct*    | dom, 30 de sep     | DST es puesto a prueba.                         |
| 2000 | dom, 2 de abril  | dom, 2 de abril | dom, 29 de octubre | dom, 29 de octubre |                                                 |
| 1999 | dom, 4 de abril  | dom, 4 de abril | dom, 31 de octubre | dom, 31 de octubre | SON elimina DST.                                |
| 1998 | dom, 5 de abril  | dom, 5 de abril | dom, 25 de octubre | dom, 25 de octubre | CHI pasa de CST a MDT. ROO pasa de EST a CDT.   |
| 1997 | dom, 6 de abril  | dom, 6 de abril | dom, 26 de octubre | dom, 26 de octubre | ROO pasa de CDT a EST.                          |
| 1996 | dom, 7 de abril  | dom, 7 de abril | dom, 27 de octubre | dom, 27 de octubre | DST ahora en todo el país.                      |

- *Solo se aplicó para BC.

### 1922-1995
| Año  | Inicio           | Final            | Notas |
| ---- | ---------------- | ---------------- | --- |
| 1995 | dom, 2 de abril  | dom, 29 de oct   | |
| 1994 | dom, 3 de abril  | dom, 30 de oct   | |
| 1993 | dom, 4 de abril  | dom, 31 de oct   | |
| 1992 | dom, 5 de abril  | dom, 25 de oct   | |
| 1991 | dom, 7 de abril  | dom, 27 de oct   | |
| 1990 | dom, 1 de abril  | dom, 28 de oct   | |
| 1989 | dom, 2 de abril  | dom, 29 de oct   | DUR, COA, NL y TAM eliminan DST. BC de nuevo único estado en emplearlo.                                         |
| 1988 | dom, 3 de abril  | dom, 30 de oct   | DUR, COA, NL y TAM, reintroducen DST.                                                                           |
| 1987 | dom, 5 de abril  | dom, 25 de oct   | DST, es alargado 3 semanas.                                                                                     |
| 1986 | dom, 27 de abril | dom, 26 de oct   | |
| 1985 | dom, 28 de abril | dom, 27 de oct   | |
| 1984 | dom, 29 de abril | dom, 28 de oct   | |
| 1983 | dom, 24 de abril | dom, 31 de oct   | |
| 1982 | dom, 25 de abril | dom, 31 de oct   | CAM, YUC y ROO pasan de EST a CST.                                                                              |
| 1981 | dom, 26 de abril | dom, 25 de oct   | CAM, YUC y ROO pasan de CST a EST.                                                                              |
| 1980 | dom, 27 de abril | dom, 26 de oct   | |
| 1979 | dom, 29 de abril | dom, 28 de oct   | |
| 1978 | dom, 30 de abril | dom, 29 de oct   | |
| 1977 | dom, 24 de abril | dom, 30 de oct   | |
| 1976 | dom, 25 de abril | dom, 31 de oct   | BC reintroduce DST.                                                                                             |
| 1975 | -                | -                | |
| 1974 | -                | -                | |
| 1973 | -                | -                | |
| 1972 | -                | -                | |
| 1971 | -                | -                | |
| 1970 | -                | -                | |
| 1969 | -                | -                | |
| 1968 | -                | -                | |
| 1967 | -                | -                | |
| 1966 | -                | -                | |
| 1965 | -                | -                | |
| 1964 | -                | -                | |
| 1963 | -                | -                | |
| 1962 | -                | -                | |
| 1961 | -                | -                | BC suspende el huso de DST.                                                                                     |
| 1960 | dom, 24 de abril | dom, 25 de sep   | |
| 1959 | dom, 26 de abril | dom, 27 de sep   | |
| 1958 | dom, 27 de abril | dom, 28 de sep   | |
| 1957 | dom, 28 de abril | dom, 29 de sep   | |
| 1956 | dom, 29 de abril | dom, 30 de sep   | |
| 1955 | dom, 24 de abril | dom, 25 de sep   | |
| 1954 | dom, 25 de abril | dom, 26 de sep   | BC reintroduce DST.                                                                                             |
| 1953 | -                | -                | |
| 1952 | -                | -                | |
| 1951 | -                | -                | |
| 1950 | -                | -                | |
| 1949 | -                | -                | BC pasa de MST a PST                                                                                            |
| 1948 | -                | -                | BC pasa de PST a MST                                                                                            |
| 1947 | -                | -                | |
| 1946 | -                | -                | |
| 1945 | -                | -                | BC pasa de MST a PST                                                                                            |
| 1944 | -                | -                | |
| 1943 | -                | -                | |
| 1942 | -                | -                | BC pasa de PST a MST. SIN, SON, NAY y BCS pasan de CST a MST.                                                   |
| 1941 | -                | -                | |
| 1940 | -                | -                | |
| 1939 | -                | -                | |
| 1938 | -                | -                | |
| 1937 | -                | -                | |
| 1936 | -                | -                | |
| 1935 | -                | -                | |
| 1934 | -                | -                | |
| 1933 | -                | -                | |
| 1932 | -                | -                | Se suspende DST. Todos los estados en MST pasan a CST.                                                          |
| 1931 | mie, 1 de abril  | jueves, 1 de oct | Se introduce DST, solo los estados en MST y PST participan.                                                     |
| 1930 | -                | -                | BC pasa de MST a PST. TAM, VER, OAX, CHP, TAB, CAM, YUC y ROO, permanecen en CST. El resto del país pasa a MST. |
| 1929 | -                | -                | |
| 1928 | -                | -                | |
| 1927 | -                | -                | Todos los estados en MST pasan a CST. BC pasa de PST a MST.                                                     |
| 1926 | -                | -                | |
| 1925 | -                | -                | |
| 1924 | -                | -                | BC pasa de MST a PST.                                                                                           |
| 1925 | -                | -                | |
| 1923 | -                | -                | |
| 1922 | -                | -                | Se crean las zonas horarias del país. CHP, TAB, CAM, YUC y ROO, están en CST; el resto del país esta en MST.    |